# 576 Emanuela
576 Emanuela
576 Emanuela là một tiểu hành tinh ở vành đai chính. Nó được Paul Götz phát hiện ngày 22.9.1905 ở Heidelberg và được đặt theo tên Emanuela, một người bạn của Paul Götz